# 艾克·埃克韦马杜
艾克·埃克韋雷馬杜（Ike Ekweremadu，生于1962年5月12日）是来自埃努古州的尼日利亚政治家和律师，自2003年 5月以来一直為尼日利亚参议院議員。 他是人民民主党黨員，曾连续三届（第6届、第7届和第8届）担任尼日利亚参议院副议长。 2022年6月23日，他与他的妻子在英国地方法院被指控密谋安排一名儿童前往英国以摘取器官。 